# 雙形長喉盤魚
雙形長喉盤魚，為輻鰭魚綱鱸形目喉盤魚亞目喉盤魚科的其中一種，分布於東太平洋的美國加州海峽群島至墨西哥下加利福尼亞半島海域，體長可達3.2公分，屬底棲性魚類。